# Jacob Leinenkugel Brewing Company
Jacob Leinenkugel Brewing Company ist eine US-amerikanische Bierbrauerei. Seit 1988 ist sie im Besitz von MillerCoors. Leinenkugel betreibt eine Brauerei in Chippewa Falls und eine in Milwaukee. Die Biere sind allgemein als Leinie bekannt.

## Geschichte

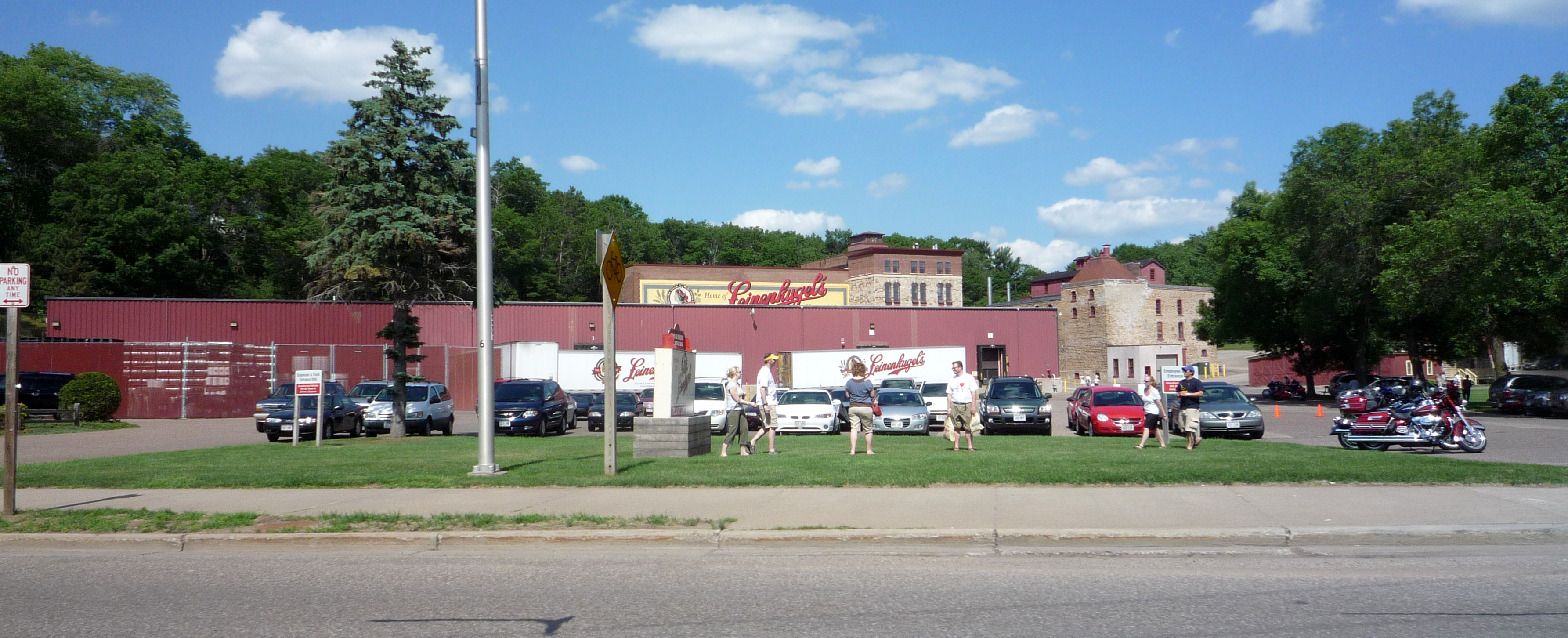
Leinenkugel-Brauerei in Chippewa Falls

1845 wanderte der deutsche Jacob Leinenkugel, damals noch ein Kind, mit seiner Familie vom rheinländischen Meckenheim in die USA aus. In Meckenheim war bereits sein Vater Bierbrauer.
1867 gründete Jacob Leinenkugel in Chippewa Falls, Wisconsin seine eigene Brauerei. Der Boden der Region war ideal für den Anbau von Hopfen und Getreide, und die zahlreichen Holzarbeiter waren dankbare Abnehmer. Anfangs waren Jacob Leinenkugel und sein Geschäftspartner John Miller die einzigen Mitarbeiter: Leinenkugel braute das Bier, Miller lieferte es aus. 1884 verkaufte Miller seine Unternehmensanteile an Leinenkugel. Mithilfe seiner Frau Josephine und ihrer Familie wuchs die Brauerei. 1890 wurde ein neues, vierstöckiges Brauhaus gebaut. Es folgten ein Kühlhaus, ein dreistöckiges Malzhaus, eine Abfüllanlage, eine Fassbinderei und Lagerhallen.
Nach dem Tod des Firmengründers 1899 übernahm sein Schwiegersohn Henry Casper die Leitung. Ihm folgte Jacob Leinenkugels Sohn Matthias 1907 als Präsident. 1927 übernahm Jacob Leinenkugels Tochter Susan Leinenkugel Mayer die Leitung.
Die Prohibition von 1919 bis 1933 überbrückte Leinenkugel mit der Produktion von alkoholfreien bierartigen Getränken („Leino“) und Sodawasser. Zum Ende der Prohibitionsära war Leinenkugel der größte Hersteller von Sodawasser der Region.
Nach der Prohibition wurde die Bierherstellung wieder aufgenommen. Zunächst leiteten Katherine und Ruth Leinenkugel das Unternehmen, gefolgt von Jacob Leinenkugels Enkeln William Casper als Verkaufsleiter und Raymond Mayer als Präsident. Unter ihrer Leitung wurden erstmals Brauereiführungen durchgeführt. Ihre Nachfolger, die Urenkel Bill Leinenkugel und Paul Mayer, weiteten den Verkauf nach Michigan, Minnesota und Chicago aus. In den 1970er Jahren wurde der Wettbewerb härter, insbesondere weil Großbrauereien verstärkt im Fernsehen warben, ihren Verkauf in die gesamte USA ausdehnten und damit kleinen und regionalen Brauereien Konkurrenz machten. Die Mehrheit der Brauereien ging in dieser Zeit bankrott.
1988 wurde die Leinenkugel-Brauerei an die Miller Brewing Company, Milwaukee verkauft. Obwohl die Brauerei im Besitz von MillerCoors ist, liegt die Geschäftsführung weiter in den Händen der Familie Leinenkugel. 2014 übernahm Dick Leinenkugel den Vorstand von seinem Vater Jake Leinenkugel und führt das Unternehmen in der 6. Generation fort.

### Leinenkugel 10th-Street-Brewery
1995 wurde die 10th Street Brewery in Milwaukee von G. Heileman Brewing übernommen. Die Brauerei wurde 1986 von G. Heilemann gegründet. Die kleinere Brauerei in Milwaukee produziert jährlich zwischen rund 35.000 hl und 40.000 hl. Anfang 2017 kündigte MillerCoors an die Braustätte in Milwaukee auszubauen. Im Februar 2017 waren in Milwaukee 15 Mitarbeiter beschäftigt.

## Produkte
(Stand: 2018)

### Standardsortiment
- Leinenkugel Honey Weiss
- Leinenkugel Sunset Wheat
- Leinenkugel Berry Weiss
- Leinenkugel Creamy Dark
- Leinenkugel’s Original
- Leinenkugel Wisconsin Red Pale Ale
- Leinenkugel’s Light

### Biermisch-Getränke
- Leinenkugel Summer-Shandy
- Leinenkugel Grapfefruit-Shandy
- Leinenkugel Harvest Patch-Shandy
- Leinenkugel Orange-Shandy

### Saison-Biere
- Leinenkugel Canoe Paddler
- Leinenkugel Oktoberfest
- Leinenkugel Snowdrift Vanilla Porter